# Вовк (фільм, 2008)
«Вовк» — драматична стрічка, знята на основі частини «Вовча шкура» трилогії Черстін Екман, яка й написала сценарій до фільму.

## Сюжет
Клеменс живе усамітнено в гірському районі. Лише його племінник Нейла допомагає йому. Вони разом пасуть оленів, стадом яким володіють Нейла з батьком Матсом. Час від часу на тварин нападають вовки. Після втрати кількох оленів Нейла вбиває хижака. Щоб захистити племінника від покарання Клеменс бере всю вину на себе. За вбивство вовка його позбавляють волі.

## У ролях
| Актор           | Роль               |
| --------------- | ------------------ |
| Петер Стормаре  | Клеменс Клементсен |
| Робін Лундберг  | Нейла              |
| Марія Деллескуг | Аніта              |
| Рольф Дегерлунд | Матс               |
| Інга Саррі      | Рістен             |
| Сванте Мартін   | комісар Геннінгсон |
| Густав Клінг    | Пер Нільссон       |

## Створення фільму

### Виробництво
Зйомки фільму проходили в Ємтланді, Гернесанді (Швеція), Треннелазі (Норвегія)..

### Знімальна група
- Кінорежисер — Даніель Альфредсон
- Сценарист — Черстін Екман
- Кінопродюсер —Аніта Уксбург
- Композитор — Адам Норден
- Кінооператор — Йорген Перссон
- Кіномонтаж — Гокан Карлссон
- Художник з костюмів — Карін Сунвалл
- Художник-декоратор — Понтус Клереборн
- Підбір акторів — Імор Германн[3].

## Сприйняття

### Критика
Фільм отримав змішані відгуки. На сайті Rotten Tomatoes оцінка стрічки становить 32 % на основі 400 відгуків від глядачів із середньою оцінкою 3/5. Фільму зарахований «розсипаний попкорн» від глядачів, Internet Movie Database — 6,1/10 (1 135 голосів).

### Номінації та нагороди
| Нагороди та номінації фільму «Вовк» | Нагороди та номінації фільму «Вовк» | Нагороди та номінації фільму «Вовк» | Нагороди та номінації фільму «Вовк» | Нагороди та номінації фільму «Вовк» | Нагороди та номінації фільму «Вовк» |
| Рік                                 | Кінофестиваль/кінопремія            | Категорія/нагорода                  | Номінант                            | Результат                           |                                     |
| ----------------------------------- | ----------------------------------- | ----------------------------------- | ----------------------------------- | ----------------------------------- | ----------------------------------- |
| 2008                                | «Золотий жук»                       | Найкраща чоловіча роль              | Петер Стормаре                      | Номінація                           |                                     |
| 2008                                | Гамбурзький кінофестиваль           | Приз глядацьких симпатій            | Даніель Альфредсон                  | Номінація                           |                                     |
| 2008                                | Всесвітній кінофестиваль у Монреалі | Приз екуменічного журі              | Даніель Альфредсон                  | Перемога                            |                                     |
| 2008                                | Всесвітній кінофестиваль у Монреалі | Найкращий художній внесок           | Даніель Альфредсон                  | Перемога                            |                                     |
| 2008                                | Всесвітній кінофестиваль у Монреалі | «Великий приз Америк»               | Даніель Альфредсон                  | Номінація                           |                                     |